# Martin Hurt
Martin Hurt (Tartu, 1984. június 27. –) észt labdarúgó, a Nyíregyháza SFC egykori játékosa.

## Sikerei, díjai
- FC Flora Tallinn
  - Meistriliiga
    - Ezüstérmes: 2007, 2008

  - Észt kupa
    - Győztes: 2007–2008
- JK Nõmme Kalju
  - Észt kupa
    - Döntős: 2008–2009

## Külső hivatkozások
- Hlsz.hu profil
- Adatlapja a playerhistory.com oldalán (angolul)
- Adatlapja a soccernet.ee oldalán (észtül)